# Cerodontha pallidiciliata
Cerodontha pallidiciliata este o specie de muște din genul Cerodontha, familia Agromyzidae, descrisă de Spencer în anul 1969.
Este endemică în Ontario. Conform Catalogue of Life specia Cerodontha pallidiciliata nu are subspecii cunoscute.